# W-OAM

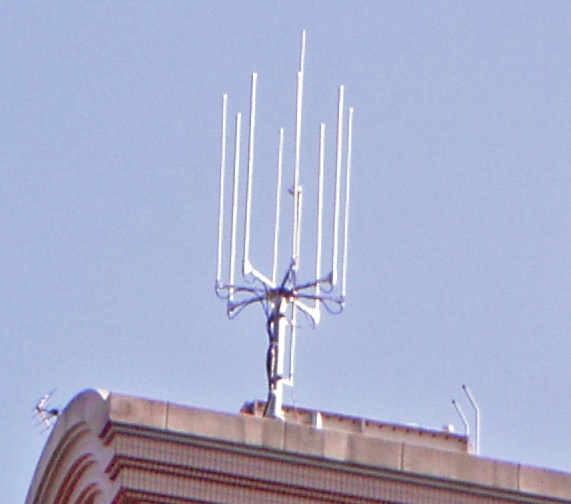
W-OAM対応と目される8エレメントの新型基地局　2004年

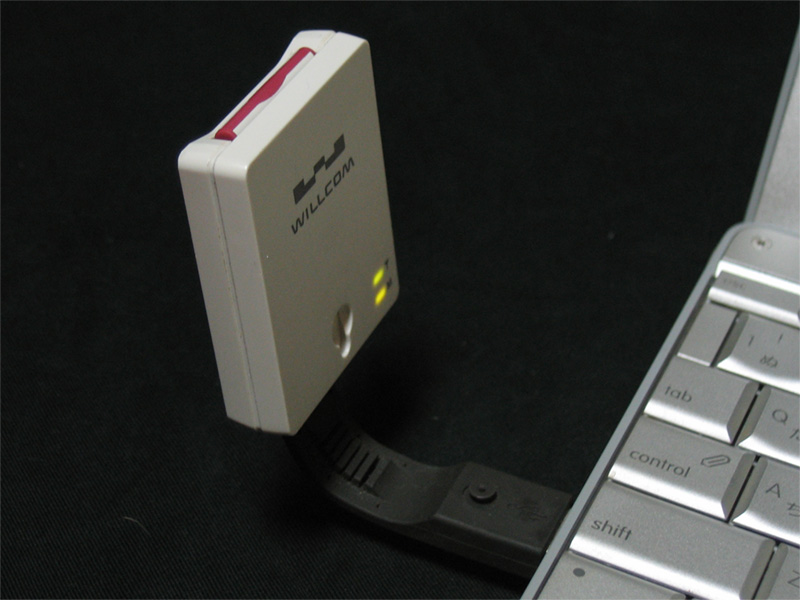
W-OAMに対応したW-SIM、「RX420AL」を挿入した状態のWS002IN (DD)

W-OAM（ダブリュ・オーエーエム、ウィルコム・オーエーエム）は、ウィルコム(現Y!mobile)の高度化PHSを使用して提供されていた通信サービスの名称。WILLCOM Optimized Adaptive Modulationの略。

## 概要
PHS規格の変調方式を改良し、データ通信の高速化・カバーエリアや屋内浸透度を向上させたものであり、「高度化PHS」の一種であった。かつて次世代PHSと称されていたXGP規格とは無関係である。
W-OAM（W-OAM typeGを含む）により通信しようとする場合には、W-OAM / typeGに対応した端末を使用して、W-OAMに対応した基地局と通信する必要があった。通信しようとする基地局側がW-OAMに対応していない等の場合には、自動的に従来（現行PHS）の変調方式（1x/32kbps）により通信する。なお、ここで言う1xとは、「{\displaystyle n}x : リンク数（束ねるマルチリンクの数）」に基づき、リンク数が1である事を示している。
W-OAM対応の基地局が設置された対応エリアは、大都市圏の高トラフィックエリアを中心に順次拡大していくとしていた。
また、W-OAMによる通信においては、無線伝送路の状態（電波の状態）に応じて、良好な場合にはより高速な変調方式を、基地局との通信が不安定な場合(距離が離れている、障害物がある場合など)には低速だがよりエラーに強い変調方式を、自動的・動的に選択し変更する「適応変調」方式が採用されていた。
W-OAMの開始にあたって、トラフィックが高速・大容量化することによるNTT（東日本・西日本）接続料の増加対策のために、NTT交換局内にITX（Ip Transit eXchange）というトラフィックバイパス装置を設置し、これにW-OAMを含めた基地局を接続して半ば独自網のネットワークを構築していた。これにより、W-OAMに音声通話定額制も含め増大するトラフィックがNTTの交換機・通信設備を経由することがなくなり、接続料の抜本的削減が可能になるとしていた。

## 通信方式
従来のPHSの変調方式はπ/4 shift QPSK（1x/32kbps）である。なお、π/4 shift QPSKとQPSKは厳密には異なるが、各方面では便宜上単にQPSKと記述される事も多い（本項目でも単にQPSKと記述する）。また同じく、W-OAMで採用された変調方式はD8PSKとπ/2 shift BPSKであり、8PSKとBPSKとでは厳密には異なるが、8PSK・BPSKと記述される事も多い（本項目でも単に8PSK・BPSKと記述する）。

### W-OAM
2006年2月23日の「W-OAM」サービス開始時は、従来のQPSKに加えて、より高速な8PSK（1x/51kbps）、より低速だがエラーに強いBPSK（1x/13kbps）が採用された。
現在W-OAMは、データ通信専用型端末のほか、W-SIMや音声端末の一部にも採用されている。
- （対応チップセット） AX20Pシリーズ（P2チップセット）：スロットダイバーシティー、ハーフレート、無手順パケット、コアモジュール標準[1]。
- （対応チップセット） ML7257：スロットダイバーシティー、ハーフレート、CPU=ARM7TDMI[2]。

### W-OAM typeG
2007年4月5日にサービス開始した「W-OAM typeG」においては、上記W-OAMのBPSK/QPSK/8PSK変調方式に加えて、さらに高速なQAM変調方式が採用される。各変調方式でのレートは以下となる。
- 16QAM（1x/約63kbps）
- 32QAM（1x/約80kbps）
- 64QAM（1x/約100kbps）

なお、W-OAM typeGにおいては、高速化と併せて、適応変調の切換の高速化およびRTTの改善が図られるという。
- （対応チップセット） AX30Pシリーズ（P3チップセット）：最大2Mbps（2xRF、スロット連結仕様）、高度化適用変調、スロット連結、FEC[1]。サンプル出荷が2007年7月に開始された[4]。

## 通信速度
各種変調方式とチャンネル多重数の組み合わせにより、以下の表のような高速化が計画されていた。
無線区間の最大スループット
| 変調方式＼リンク数 | 1x        | 2x        | 4x        | 8x        | 12x       | 16x       |
| BPSK               | 13kbps    | 26kbps    | 52kbps    | 104kbps   | 156kbps   | 208kbps   |
| QPSK               | 32kbps    | 64kbps    | 128kbps   | 256kbps   | 384kbps   | 512kbps   |
| 8PSK               | 51kbps    | 102kbps   | 204kbps   | 408kbps   | 612kbps   | 816kbps   |
| 16QAM              | 約63kbps  | 約125kbps | 約250kbps | 約500kbps | 約750kbps | 約1Mbps   |
| 32QAM              | 約80kbps  | 約160kbps | 約320kbps | 約640kbps | 約960kbps | 約1.3Mbps |
| 64QAM              | 約100kbps | 約200kbps | 約400kbps | 約800kbps | 約1.2Mbps | 約1.6Mbps |

（注）
- 無線区間とは基地局～端末間
- 白地は現行PHSにおける通信方式（～8x）。
- 赤地の太字はW-OAMにおいて追加される通信方式。
- 緑地の斜字はW-OAM typeGにおいて追加される通信方式。
- PSK(phase shift keying)=位相偏移変調
- QAM(quadrature amplitude modulation)=直交振幅変調
- {\displaystyle n}x : リンク数（束ねるマルチリンクの数）

なお、エントランス回線（収容局⇔基地局間の回線）が従来型のISDNの場合、その部分がボトルネックとなりスループットは最大で512kbps程度に制限されるため、光回線等のIP回線化が必要であるとしている。
ISDNエントランス回線における、W-OAM typeGの端末最大スループット
| 変調方式＼リンク数 | 1x       | 2x        | 4x        | 8x        |
| BPSK               | 13kbps   | 26kbps    | 52kbps    | 104kbps   |
| QPSK               | 32kbps   | 64kbps    | 128kbps   | 256kbps   |
| 8PSK               | 51kbps   | 102kbps   | 204kbps   | 408kbps   |
| 16QAM              | 約63kbps | 約125kbps | 約250kbps | 約500kbps |
| 32QAM              | 約64kbps | 約128kbps | 約256kbps | 約512kbps |
| 64QAM              | 約64kbps | 約128kbps | 約256kbps | 約512kbps |

（無線区間の変調方式にかかわらず、1x=最大64kbpsに制限される。）

### フレームフォーマット
- 横軸、マイクロ秒。

### 音声通話におけるW-OAM
音声通話時には、従来のQPSKによる通信（32kbpsADPCM）に加えて、低速だがエラーに強いBPSKによる通信も用いられる（対応音声端末のみ）。この場合、音声符号化方式は16kADPCMとなる。従来のQPSKによる通信に比べ、通話時にも実効上の移動耐性・屋内浸透性が若干上がるとされている。

## 対応端末

### データ通信端末
- W-OAM対応（BPSK/QPSK/8PSK）
  - AX520N
  - AX420N
  - AX420S
- W-OAM typeG対応（BPSK/QPSK/8PSK/16QAM/32QAM/64QAM）
  - AX530S
  - AX530IN

### 音声端末
- W-OAM対応（BPSK/QPSK/8PSK）
  - WX130S : 8PSK非対応
  - WX220J : チップセットML7257[2]
  - WX321J : チップセットML7257[2]
  - WX320K : チップセットML7257[2]
  - WX320KR
  - WX320T
  - WX330K
  - WX331K
  - WX331KC
  - WX333K
  - WX334K
  - WX334K P
  - WX330J
  - WX330J E
  - WX340K
  - WX341K
  - WX341K P
  - WX350K
  - WX01A
  - WX02A
  - WX03A
  - WX05A
  - WX06A
  - WX01J
  - WX01JR
  - WX01NX
  - WX01K
  - WX02K
  - WX03K
  - WX05K
  - WX07K
  - WX08K
  - WX09K
  - WX11K
  - WX01S
  - WX02S/XWX02S
  - WX03S
  - WX04S
  - WX01SH
  - WX02SH
  - WX03SH
  - 301JR
  - 301KC
  - 401AB
  - 401KC

- W-OAM typeG対応（BPSK/QPSK/8PSK/16QAM/32QAM/64QAM）
  - WX12K
  - 402KC

### スマートフォン
- W-OAM対応（BPSK/QPSK/8PSK）
  - WX04K

- W-OAM typeG対応（BPSK/QPSK/8PSK/16QAM/32QAM/64QAM）
  - WX10K
  - WX04SH
  - WX05SH

### W-SIM(通信モジュール)
- W-OAM対応（BPSK/QPSK/8PSK）
  - RX420AL
  - RX420IN
- W-OAM typeG対応（BPSK/QPSK/8PSK/16QAM/32QAM/64QAM）
  - RX430AL

### W-OAM対応W-SIMが接続可能なSIM STYLE端末
- データ通信端末
  - WS002IN / "DD"
  - WS008HA ExpressCardアダプタ
  - WS014IN
- 音声端末
  - WS001IN
  - WS003SH / W-ZERO3 
  - WS004SH / W-ZERO3 
  - WS005IN / nico. 
  - WS007SH / W-ZERO3 [es] 
  - WS009KE / 9(nine) 
  - WS011SH / Advanced/W-ZERO3 [es] 
  - WS016SH
  - WS018KE
  - WS020SH
  - WS023T
  - WS027SH
- その他端末
  - WS024BF（モバイルWi-Fiルータ）
  - WS026T（ブラウジングデバイス）

## 料金など
従来の料金プランでそのまま利用ができ、別途オプション料金は不要であった。W-OAM通信およびW-OAM typeG通信を利用したために別途課金されることはなかった。なおパケット従量課金制の料金コース等を契約中の場合でも、高速化した分だけ単位時間あたりのパケット消費量が増加することになるが、あるデータをダウンロードするのに必要な総パケット量に変化が生じるわけではないので、ダウンロードに要する時間が短縮されるだけで料金に変化はなかった。ただし、高速化によって快適になったために以前より総パケット量を増やすような通信をすれば、料金は上がることに繋がった。
なお、中継基地局であるホームアンテナ（レピーター）にはW-OAM/typeG通信や8xパケット通信に対応したものは2007年2月現在で存在しなかった。ただし、W-OAM/typeG通信においては、ホームアンテナを経由せずともBPSK変調により、低ビットレートながら実効上の屋内浸透性を向上させた通信を行うとされていた。